# Familie-orde van Terengganu
De Meest Eervolle Koninklijke Familie-orde van Terengganu of "Darjah Kebesaran Kerabat Terengganu Yang Amat Mulia" werd op 19 juni 1962 ingesteld door Sultan Ismail Nasir ud-din Shah van Terengganu.
Deze Terengganuese ridderorden kent een maximaal aantal ridders in elk van de twee graden.
- Leden der Eerste Klasse of "Ahli Pertama". De 16 leden dragen een keten of grootlint met daaraan de ster van de orde. Op de linkerborst dragen zij een ster. Achter hun naam mogen zij de letters DKI plaatsen.

- Leden der Tweede Klasse of "Ahli Kedua". De 24 leden in deze graad dragen een ster aan een lint over de rechterschouder en een ster op de linkerborst. Achter hun naam mogen zij de letters DKII dragen.

De in 1981 ingestelde Meest Hooggeachte Bijzondere Familie-orde van Terengganu is een aanvulling op deze orde en wordt alleen aan regerende vorsten verleend.
Het lint is goudkleurig met twee brede witte strepen in het midden. Zoals in een islamitisch land te verwachten is, zijn de sterren en kleinoden alle achtpuntige zilveren "bintangs" of sterren. Een kruis zou niet op zijn plaats zijn.
De zilveren ster heeft acht punten met korte gouden stralen tussen de punten. Het witte medaillon draagt een koningskroon en is door een rode ring omcirkeld. De keten heeft achttien vrij licht uitgevoerde gouden schakels.